# Liste der Mitglieder des Illuminatenordens
Die Liste der Mitglieder des Illuminatenordens bildet eine Aufzählung bekannter Persönlichkeiten im Zusammenhang mit dem Illuminatenorden, ohne Anspruch auf Vollständigkeit. Die Auflistung erfolgt alphabetisch.
Der Illuminatenorden wurde am 1. Mai 1776 vom Philosophen und Kirchenrechtler Adam Weishaupt in Ingolstadt gegründet und existierte bis zu seinem Verbot 1784/85 vornehmlich im Kurfürstentum Bayern. Die Geheimgesellschaft hatte sich die Verbreitung der Werte der Aufklärung zum Ziel gemacht und unterwanderte dafür die Logen der Freimaurer. Insgesamt lassen sich 1.394 Ordensmitglieder nachweisen, welche zu rund einem Drittel zugleich Freimaurer waren und nahezu ausschließlich aus dem deutschsprachigen Raum (besonders häufig aus Bayern und Thüringen) stammten. Zu den Mitgliedern gehörten höhere Gesellschaftsschichten, darunter Adelige, Unternehmer, Gelehrte und Intellektuelle, Militärs und Beamte. Nach einer kurzen Blüte wurde der Illuminatenorden 1784/85 in Bayern als landesverräterisch und religionsfeindlich verboten und war spätestens in den 1790er Jahren weitgehend inaktiv. Obwohl den Illuminaten kaum französischsprachige Personen angehörten, kamen später Verschwörungstheorie auf, die die Gruppe hinter der Französischen Revolution vermuteten.

## Liste
Die Mitgliederliste ist größtenteils der Gotha Illuminati Research Base der Universität Erfurt entnommen und enthält Personen, deren Mitgliedschaft im Illuminatenorden ausreichend belegt wurde.

### A
- Jakob Friedrich von Abel (1751–1829), Philosoph
- Werner Hans Friedrich Abrahamson (1744–1812), dänischer Offizier, Schriftsteller, Herausgeber und Übersetzer
- Johann Michael Afsprung (1748–1808), Lehrer und Publizist und Helvetiker
- Franz Joseph von Albini (1748–1816), Politiker und Staatsmann
- Christian Karl André (1763–1831), Pädagoge und Landwirt
- Bonaventura Andres (1743–1822), Ordensgeistlicher, Pädagoge, Hochschullehrer und Autor
- Ferdinand d' Antoine (1746–1793), Komponist
- Karl Albert von Aretin (1741–1802), Oberlehrhofkommissar
- August von Sachsen-Gotha-Altenburg (1747–1806), Herzog von Sachsen-Gotha-Altenburg

### B
- Ferdinand Maria von Baader (1749–1797), Mediziner, Philosoph und Naturforscher
- Konrad Joseph Bachem (1755–1832), Advokat, Hofkammersekretär
- Jens Immanuel Baggesen (1764–1826), dänischer Schriftsteller
- Heinrich Bansi (1754–1835), Schweizer reformierter Pfarrer
- Johann Friedrich Baring (1747–1808), Mitglied der Familie Baring
- Carl Anton von Barth (1758–1797), deutscher Jurist und Bürgermeister von München
- Aloys Basselet von La Rosée (1747–1826), deutscher Beamter und Richter
- Ludwig Wilhelm von Baumbach (1755–1811), Grundbesitzer und Abgeordneter
- Franz Arnold von der Becke (1754–1832), Mitglied der Familie Becke
- Rudolph Zacharias Becker (1752–1822), Autor, Aufklärer und Theologe
- Georg Wilhelm Sigismund Beigel (1753–1837), Jurist
- Anton Graf von Belcredi (1746–1812), Mitglied der Familie Belcredi
- Johann Joachim Bellermann (1754–1842), Theologe und Autor
- Anselm Franz von Bentzel-Sternau (1738–1786), Minister von Kurmainz, Kurator und Reorganisator der Alten Universität Mainz
- Johannes Bering (1748–1825), Philosoph
- Friedrich Wilhelm Ludwig von Beulwitz (1755–1829), Jurist und Kanzler
- Andrea Giorgio Maria Bianchi (1746–1814), italienischer Kaufmann und Mäzen
- Siegmund von Bibra (1750–1803),  Pädagoge und Lexikograf
- Traugott Andreas von Biedermann (1743–1814), Politiker und Rechtswissenschaftler
- Friedrich Freiherr Binder von Krieglstein (1708–1782), Mitglied der Familie Binder von Krieglstein
- Leopold Bleibtreu (1777–1839), Bergmeister
- Johann Joachim Christoph Bode (1731–1793), Übersetzer und Aufklärer
- Johann von Böber (1746–1820), Lehrer, Forschungsreisender, Botaniker und Entomologe
- Johann Michael Boeck (1743–1793), Schauspieler
- Andreas Böhm (1720–1790), Philosoph
- Johann Franz Wilhelm Böhmer (1754–1788), Arzt
- Johann Friedrich Philipp von Boos zu Waldeck und Montfort (1749–1832), Kammerherr in Mainz, Mitglied der Familie Boos von Waldeck
- Ignaz von Born (1742–1791), österreichischer Mineraloge, Geologe und Malakologe
- Nikolaus Joseph Brahm (1751–1812), Jurist und Insektenkundler
- Johann Friedrich Brandis (1760–1790), Jurist und Hochschullehrer
- Dominikus von Brentano (1740–1797), Schweizer Publizist, Aufklärungstheologe und Bibelübersetzer
- Joseph Freiherr von Brigido von Brezovicza (1736–1817), Regierungspräsident von Wien
- Franz Xaver Bronner (1758–1850), Schweizer Publizist und Archivar
- Anton von Bucher (1746–1817), Theologe, Schriftsteller, Satiriker und Schulreformer
- Philipp Ludwig Bunsen (1760–1809), Schriftsteller und Bibliothekar
- Wilhelm Christian von dem Bussche (1756–1817), Gutsbesitzer und Amtshauptmann
- Hans Ernst Bütemeister (1750–1827), Beamter
- Josef Ignác Buček (1740–1821), böhmischer Universitätsprofessor, Autor volkswirtschaftlicher Werke

### C
- Johann Vincenz Caemmerer (1761–1817), Jurist, Komödiendichter und Publizist
- Emmanuel von Canal (1745–1826), böhmischer Philanthrop, Botaniker, Musiker
- Friedrich Wilhelm Freiherr von Canitz und Dallwitz (1747–1805), hessischer Generalmajor, Vater von Karl von Canitz und Dallwitz
- Christian von Hessen-Darmstadt (1763–1830), Landgraf aus dem Haus Hessen-Darmstadt und niederländischer General
- Christian Cannabich (1731–1798), Violinist, Kapellmeister und Komponist
- Johann Rudolph Chotek von Chotkow (1748–1824), österreichischer Finanzminister und Gubernialpräsident in Böhmen
- Johann Philipp Graf Cobenzl (1741–1810), österreichischer Staatsmann
- Hieronymus von Colloredo (1732–1812), Erzbischof von Salzburg
- Friedrich Wilhelm Compe (1751–1827), deutsch-dänischer Amtmann
- Friedrich Ferdinand Constantin von Sachsen-Weimar-Eisenach (1758–1793), sächsischer Generalmajor
- Ignaz Cornova (1740–1822), italienischer jesuitischer Priester, Historiker, Pädagoge und Dichter

### D
- Karl Theodor von Dalberg (1744–1817), Staatsmann und Kirchenfürst. Letzter Erzbischof und Kurfürst von Mainz und der letzte Erzkanzler des Heiligen Römischen Reiches
- Wolfgang Heribert von Dalberg (1750–1806), deutscher Verwaltungsbeamter, Intendant des Nationaltheaters in Mannheim
- Heinrich Gottfried Wilhelm Daniels (1754–1827), Jurist
- Matthias Dannenmayer (1744–1805), Kirchenhistoriker
- Joseph Friedrich August Darbes (1747–1810), Porträtmaler
- Hermann Christoph Gottfried Demme (1760–1822), Schriftsteller
- Thaddäus Anton Dereser (1757–1827), Theologe
- Johann Georg von Dillis (1759–1841), Maler
- Franz Dietrich von Ditfurth (1738–1813), Jurist und Freimaurer
- Johann Christian Rudolph von Dobeneck (1735–1797), Mitglied der Familie Dobeneck
- Anton Joseph Dorsch (1758–1819),  Hochschullehrer und Revolutionär
- Friedrich Ferdinand Drück (1754–1897), Philologe

### E
- Josef Karl Theodor von Eberstein (1761–1833), Politiker
- Karl von Eckartshausen (1752–1803), Schriftsteller, Alchemist, Esoteriker und Philosoph
- Johann Christian Ehrmann (1749–1827), Mediziner, Autor und Satiriker
- Johann Peter Eichhoff (1755–1825), Aufklärer und Publizist
- Carl Georg Riedesel zu Eisenbach (1746–1819), hessischer Politiker
- Wilhelm Christoph Eisenhuth (1755–1826), Jurist und Verwaltungsbeamter
- Valentin Freiherr von Emerich, Reichspostmeister, Mitglied der Familie Emmerich
- Adolf von Ende (1760–1816), Jurist
- Ernst II. (1745–1804), Herzog von Sachsen-Gotha-Altenburg
- Johann Joachim Eschenburg (1743–1820), Literaturhistoriker
- Johann Christian Ludwig von Eschwege (1746–1798), Vater von Wilhelm Ludwig von Eschwege
- Anton Estner (1730–1801), Weltpriester
- Schack Hermann Ewald (1745–1822), Hofbeamter und Publizist
- Johann Gottfried von Exter (1734–1799), Arzt
- Joseph Valentin Eybel (1741–1805), österreichischer Publizist

### F
- Ernst Friedrich Hektor Falcke (1751–1809), Bürgermeister von Hannover
- Bernhard Christoph Faust (1755–1842), Arzt
- Johann Noë du Fay (1748–1820), Kaufmann und Mitbegründer der Frankfurter Handelskammer
- Ferdinand Fechtig von Fechtenberg (1756–1837), Jurist und österreichischer Beamter
- Johann Georg Heinrich Feder (1740–1821), Philosoph
- Ferdinand von Braunschweig-Wolfenbüttel (1721–1792), preußischer Generalfeldmarschall
- Pascal Joseph von Ferro (1753–1809), österreichischer Arzt
- Johann Baptist Fischer (1755–1801), deutscher Jurist und Politiker, Bürgermeister von Ingolstadt
- Johann Friedrich Flatt (1759–1821), evangelischer Theologe und Philosoph
- Carl Chassot de Florencourt (1756–1790), Mathematiker und Bergrat
- Mathias von Flurl (1756–1823), Pionier der Geologie und Mineralogie in Bayern
- Peter Anton von Frank (1746–1818), Rechtswissenschaftler, Historiker und Hochschullehrer
- Joseph Maria von Fraunberg (1768–1842), Bischof von Augsburg und Erzbischof von Bamberg
- Friedrich V. (1748–1820), Landgraf von Hessen-Homburg
- Ludwig Fronhofer (1746–1800), Pädagoge und Schriftsteller

### G
- Caspar Siegfried Gähler (1747–1825), Verwaltungsjurist und Bürgermeister von Altona
- Franz Xaver Geiger (1749–1841),  Schriftsteller und römisch-katholischer Geistlicher
- Otto Heinrich von Gemmingen-Hornberg (1755–1836), Diplomat
- Johann Friedrich Gildemeister (1750–1812), Rechtswissenschaftler
- Christoph Girtanner (1760–1800), Schweizer Arzt, Chemiker und historisch-politischer Schriftsteller
- Ernst August Anton von Göchhausen (1740–1824), Schriftsteller
- Leopold Friedrich Günther von Goeckingk (1748–1828), deutscher Dichter des Rokokos und preußischer Beamter
- Johann Wolfgang von Goethe (1749–1832), Dichter, Dramatiker, Naturforscher und Politiker
- Joseph Franz von Goez (1754–1815), österreichischer Maler
- Georg Friedrich Götz (1750–1813), Entomologe
- Tadeusz Grabianka (1740–1807), polnischer Alchemist
- Ernst Christoph Grattenauer (1744–1815), Buchhändler und Verleger
- Christoph Anton Gröninger (1753–1788), Jurist
- Peter Wilhelm Josef de Gynetti (1735–1804), Mediziner

### H
- Franz Xaver von Haeberl (1759–1846), Mediziner
- Benedikt Hacker (1769–1829), österreichischer Komponist und Musikverleger
- Johann Casimir Häffelin (1737–1827), Diplomat und Kardinal
- Gerhard Anton von Halem (1752–1819), Schriftsteller, Jurist und Verwaltungsbeamter
- Jan Alois Hanke (1751–1806), mährischer Aufklärer, Historiker, Schriftsteller und Humanist
- Karl August von Hardenberg (1750–1822), preußischer Staatsmann und Reformer
- Lorenz Leopold Haschka (1749–1827), österreichischer Lyriker
- Johann Matthäus Hassencamp (1743–1797), Theologe, Orientalist und Mathematiker
- Hugo Franz Graf von Hatzfeld-Wildenburg (1755–1833), Diplomat und Komponist
- Gottfried Konrad Hecht (1752–1816), Beamter und Botaniker
- Christian Georg von Helmolt (1728–1805), Beamter
- Ludwig von Helmolt (1769–1847), preußischer Landrat
- Johann Wilhelm Hemeling (1758–1817), Bibliothekar, Lehrer und Taubstummenlehrer
- Johann Gottfried Herder (1744–1803), Schriftsteller, Übersetzer, Theologe und Philosoph
- Carl Wilhelm Hilchenbach (1749–1816), Theologe
- Aloys Friedrich Wilhelm von Hillesheim (1756–1818), Ökonom und Publizist
- Johann Daniel Hoffmann (1743–1814), Rechtswissenschaftler und Hochschullehrer
- Leopold Alois Hoffmann (1760–1806), österreichischer Publizist und Dramatiker
- Caspar Friedrich von Hofmann (1740–1814), Prokurator am Reichskammergericht
- Andreas Joseph Hofmann (1752–1849), Philosoph und Revolutionär
- Johann Konrad Achaz Holscher (1755–1840), lutherischer Theologe
- Carl Alexander Holtzmann (1759–1820), Kaufmann, Bürgermeister und Administrationsrat
- Johann Wilhelm von Hompesch zu Bolheim (1761–1809), bayrischer Finanzminister
- August Ludwig Hoppenstedt (1763–1830), lutherischer Theologe
- Johann Baptist Horix (1730–1792), deutscher Jurist, Staatsrechtslehrer und Staatsbeamter
- Franz Xaver Huber (1755–1814), österreichischer Journalist, Satiriker und Librettist
- Gottlieb Hufeland (1760–1817), Rechtswissenschaftler
- Christoph Wilhelm Hufeland (1762–1836), Arzt, Begründer der Makrobiotik
- Adolph Carl von Humbracht (1753–1837), Patrizier und Politiker

### I
- Isaak Iselin (1728–1782), Schweizer Geschichtsphilosoph

### J
- Friedrich Heinrich Jacobi (1743–1819), Philosoph, Wirtschaftsreformer, Kaufmann und Schriftsteller
- Johann Joachim Jänisch (1757–1815), Jurist
- Peter Jordan (1751–1827), österreichischer Agrarwissenschaftler

### K
- Johann Nepomuk von Käser (1747–1827), Jurist
- Johann Friedrich Kästner (1749–1812), Pagenhofmeister in Weimar
- Franz Wilhelm Kauhlen (1750–1793), Arzt und Chemiker
- Franz Xaver von Kesaer (1740–1804), österreichischer Mathematiker, Hochschullehrer und Geistlicher
- Edmund von Kesselstatt (1765–1840), römisch-katholischer Geistlicher
- Georg August Heinrich von Kinckel (1741–1827), königlich-bayerischer Kämmerer und Generalleutnant
- Leopold Franz Graf von Kinigl (1726–1813), Mitglied der Familie Kinigl
- Franz Joseph Kinsky (1739–1805), österreichischer General im Bayerischen Erbfolgekrieg und in den Koalitionskriegen
- Johann Friedrich Kleuker (1749–1827), Gymnasial- und Hochschullehrer
- Adolph Knigge (1752–1796), deutscher Schriftsteller und Forscher
- Sebastian Knorr (1752–1791), Jurist
- Gregor Köhler (1733–1815), Benediktinerpater und Theologe
- Joseph Hieronymus Karl Kolborn (1744–1816), Staatsmann und Weihbischof
- Leopold von Kolowrat-Krakowsky (1727–1809), österreichischer Generalmajor, Feldmarschallleutnant und Gouverneur.
- Vincenz Maria von Kolowrat-Liebsteinsky (1750–1824), österreichischer Feldzeugmeister während der Koalitionskriege und Großprior des Johanniterordens
- Franz Joseph Graf von Kolowrat-Liebsteinsky (1747–1825), Justizrat von Wien
- Johann Benjamin Koppe (1750–1791), lutherischer Theologe
- Otto Friedrich Adolph von Köppern (1730–1791), dänischer Generalmajor und Freimaurer
- Christian Gottfried Körner (1756–1831), Schriftsteller und Jurist
- Ernst Traugott von Kortum (1742–1786), deutsch-österreichischer Jurist, Beamter und Politiker
- Johann Nepomuk Gottfried von Krenner (1759–1812), Rechtshistoriker und Staatsmann
- Karl Friedrich von Kruse (1737–1806), Hofkammer- und Regierungspräsident in Nassau-Usingen

### L
- Karl Heinrich von Lang (1764–1835), Historiker und Publizist
- Prokop Lazansky von Bukowa (1741–1804), Staatskanzler und Justizpräsident in Wien und Prag
- Peter Ludwig Le Fort (1751–1821), Kriegsoberkommissar, Rat und Referent beim Hofkriegsrat in Wien
- Karl Gotthold Lenz (1763–1809), Klassischer Philologe, Althistoriker, Numismatiker und Gymnasiallehrer
- Gottlieb Leon (1757–1830), österreichischer Schriftsteller und Bibliothekar
- Johann Peter von Leonhardi (1747–1830), Frankfurter Kaufmann, Gutsbesitzer und Politiker
- Hermann Joseph Emanuel, Freiherr von Lerchenfeld-Siessbach-Prennberg (1723–1800), Adeliger
- Franz Michael Leuchsenring (1746–1827), Literat
- Karl Lichnowsky (1761–1814), Kammerherr am kaiserlichen Hof in Wien
- Daniel Lienau (1739–1816), Senator und Bürgermeister von Hamburg
- Justus Christian Loder (1753–1832), Anatom, Chirurg, Leibarzt von Zar Alexander I.
- Max von Lodron (1757–1823), bayerischer Adeliger und Regierungsbeamter
- Johann Gottfried Lohse (1740–1810), Baumeister
- Peter von Loewenich (1755–1829), Kaufmann
- Joachim Friedrich Ernst von der Lühe (1748–1809), Jurist, Hauptmann und Erzieher
- Carl Wilhelm von Ludolf (1760–1803), österreichischer Diplomat und Orientalist
- Ludwig I. (1753–1830), Landgraf von Hessen-Darmstadt, Großherzog von Hessen und bei Rhein
- Wilhelm Lutteroth (1753–1821),  Kaufmann und Politiker
- Joseph Maximilian von Lütgendorf (1750–1829), deutscher Ballonfahrer und Luftfahrtpionier

### M
- Franz Konrad Macké (1756–1844), Bürgermeister des französischen Mainz
- Ulrich Lebrecht von Mandelsloh (1760–1827), Geheimer Rat und Staatsminister des Königreichs Württemberg
- August Dietrich Marschall (1750–1824), Erbmarschall in Thüringen und Freimaurer
- Georg Friedrich von Martens (1756–1821), Diplomat und Publizist
- Emmanuele Mastelloni (1750–1835), Jurist, Justiz-, Polizeiminister und Rechnungsrat in Neapel
- Jakob Mauvillon (1743–1794), Aufklärer, Schriftsteller, Staatsrechtler, Ökonom (Vertreter des Physiokratismus), Historiker, Übersetzer, Offizier und Ingenieur
- Ferdinand von Meggenhofen (1760–1790), österreichischer Beamter
- Christoph Meiners (1747–1810), Philosoph
- August Gottlieb Meißner (1753–1807), Schriftsteller
- Ludwig August Mellin (1754–1835), deutschbaltischer Adliger und liberaler Politiker, einer der bedeutendsten baltischen Kartographen seiner Zeit
- Bernhard Menninger (1754–1834), Theologe
- Friedrich Ernst Carl Mereau (1765–1825), Rechtslehrer und Richter
- Franz Georg Karl von Metternich (1746–1818), Diplomat und Minister
- Mathias Metternich (1758–1825), Mainzer Jakobiner, Mathematiker, Universitätsprofessor, Politiker und Publizist
- Anton Franz Metternich (1754–1827), deutscher Mediziner und Hochschullehrer
- Johann Wilhelm Metzler (1755–1837), Jurist und Politiker, Bürgermeister von Frankfurt
- Friedrich Ludwig Wilhelm Meyer (1759–1840), Jurist, Gelehrter, Bibliothekar, Publizist und Bühnenschriftsteller
- Anton Michl (1753–1813), katholischer Theologe und Hochschullehrer
- Gilbert Michl (1750–1828), deutscher Prämonstratenser und Komponist, letzter Abt von Steingaden
- Johann Friedrich Mieg (1744–1819), reformierter Prediger
- Franz von Mückusch und Buchberg (1749–1837), österreichischer Naturwissenschaftler und Botaniker
- Daniel Gotthilf Moldenhawer (1753–1823),  evangelischer Theologe und Bibliothekar
- Maximilian von Montgelas (1759–1838), bayerischer Politiker und Staatsreformer
- Theodor Heinrich Topor von Morawitzky (1735–1810), bayerischer Justiz- und Kultusminister
- Johannes von Müller (1752–1809), Schweizer Geschichtsschreiber, Publizist und Staatsmann
- Gottlieb Franz Münter (1743–1816), Jurist und Kantor
- Friedrich Münter (1761–1830), evangelischer Theologe
- Johann Daniel Heinrich Musäus (1749–1821), Rechtswissenschaftler
- Johann Karl August Musäus (1735–1787), Schriftsteller und Literaturkritiker

### N
- Christian Gottlob Neefe (1748–1798), Komponist, Organist, Kapellmeister und Musikwissenschaftler
- Friedrich Nicolai (1733–1811), Verleger und Schriftsteller

### O
- Franz Oberthür (1745–1831), römisch-katholischer Theologe
- Dietrich Heinrich Ludwig von Ompteda (1746–1803), deutscher Staatsrechtler und kurbraunschweigischer Minister
- Johann Philipp Ostertag (1734–1801), Klassischer Philologe und Gymnasiallehrer
- Johann Georg Overbeck (1759–1819),  evangelischer Theologe

### P
- Francesco Mario Pagano (1748–1799), italienischer Jurist und Autor
- Karl Hieronymus Pálffy von Erdőd (1735–1816), ungarischer Politiker
- Heinrich Ludwig Pape (1725–1803), Beamter
- Christian Ludwig Albrecht Patje (1748–1817), Beamter und Publizist
- Heinrich Paulizky (1752–1791), Arzt und Schriftsteller
- Johann Baptist Pahr (1756–1804), Architekt
- Johann Nepomuk von Pelkhoven (1763–1830), königlich-bayerischer Kreisschulrat und Regierungsrat
- Josef Bernhard Pelzel (1745–1809), österreichischer Schriftsteller und Beamter
- Johann Heinrich Pestalozzi (1746–1827), Schweizer Pädagoge
- Carlo Antonio Pilati (1733–1802), italienischer Jurist und Schriftsteller
- Joseph von Plenciz (1752–1785), österreichischer Mediziner und Hochschullehrer
- Johann Ludwig Christian Plitt (1753–1800), lutherischer Theologe
- József Podmaniczky von Aszód und Podmanin (1756–1823,), ungarischer Jurist, Politiker und Kunstmäzen
- Anton Podobnik (1755–1809), Bürgermeister von Ljubljana
- Alphons Gabriel von Porcia (1761–1835), Kaiserlicher Gouverneur der Küstenländer
- Martin Joseph Prandstätter (1760–1798), österreichischer Jakobiner
- Johann Baptist Primisser (1739–1815), österreichischer Bibliothekar, Archäologe und Museumsfachmann

### R
- Joseph Franz Ratschky (1757–1810), österreichischer Schriftsteller
- Heinrich August Ottokar Reichard (1751–1828),  Bibliothekar und Schriftsteller
- Carl Leonhard Reinhold (1757–1823), österreichischer Philosoph und Autor
- Jeremias David Reuss (1750–1837), Philologe, Literaturhistoriker und Bibliothekar
- Cornelius Johann Rudolph Ridel (1759–1821), Hofmeister, Prinzenerzieher und Geheimer Kammerrat in Weimar
- Victor Heinrich Riecke (1759–1830), evangelischer Geistlicher
- Josef Anton von Riegger (1742–1795), Jurist und Historiker
- Franz Anton Ries (1755–1846), Violinist
- Friedrich August Rimrod (1731–1809), Theologe
- Honoré Gabriel Riqueti, comte de Mirabeau (1749–1791), französischer Schriftsteller, Redner und Staatsmann sowie eine wichtige Persönlichkeit in der Frühphase der Französischen Revolution (Gerüchten zufolge soll er Mitglied der Illuminaten gewesen sein)[3]
- Carl Wilhelm Robert (1740–1803), Theologe, Jurist und Freimaurer
- Georg Robert (1765–1833), Jurist, Hochschullehrer und Politiker
- Alexandre Roëttiers de Montaleau (1748–1808), französischer Goldschmied, Medailleur und Freimaurer
- Ludwig Roentgen (1755–1814), Theologe der Aufklärung und Schriftsteller
- Heinrich Franz von Rottenhan (1738–1809), österreichischer Staatsbeamter
- Friedrich Josef Anton von Schreckenstein (1753–1808), bayrischer Adeliger und Heimatforscher
- Karl Roth von Schreckenstein (1756–1826), bayrischer Adeliger, Heraldiker und Historiker
- Simon Rottmanner (1740–1813), Kameralist, Agrarreformer, Jurist, Gutsbesitzer und Autor
- Joseph Claude Rougemont (1756–1818), Mediziner und Hochschullehrer
- Johann Kaspar Ruef (1748–1825), Jurist und Bibliothekar
- Georg Ernst von Rüling (1748–1807), Jurist

### S
- Joseph Ferdinand Maria von Salern (1718–1805), deutscher Militär und Generalintendant der Hofmusik
- Friedrich Rudolf Salzmann (1749–1820), französisch-elsässischer Jurist, Legationsrat, Buchhändler und Buchdrucker
- Franz Josef von Saurau (1760–1832), österreichischer Politiker
- Josef Anton Sauter (1742–1817), Kirchenrechtler
- Charles-Pierre-Paul Savalette de Langes (1746–1797), Hauptmann der Nationalgarde und Adjutant Lafayettes
- Clemens August von Schall (1748–1814), Offizier, Politiker, Musiker und Schriftsteller
- Ernst Carl Constantin von Schardt (1744–1833), Beamter
- Carl Theodor Gottfried Scheidt (1761–1803), Arzt
- Augustin Schelle (1742–1805), Theologen und Philosoph
- Ferdinand Schenck zu Schweinsberg (1765–1842), kurhessischer Justizminister
- Swibert Burkhard Schiverek (1742–1806), Botaniker und Hochschullehrer
- Johann Georg Schlosser (1739–1799), Jurist, Staatsmann und Übersetzer
- Ernst Friedrich von Schlotheim (1765–1832), Geologe und Paläontologe
- Carl Christian Erhard Schmid (1761–1812), Theologe und Philosoph
- Leopold Schönberg von Brenkenhoff (1749–1799), preußischer Offizier und Militärschriftsteller
- Friedrich Ludwig Schröder (1744–1816), Schauspieler, Theaterdirektor, Dramatiker und Freimaurer
- Joachim Thomas Schuhbauer (1743–1812), Benediktinerpater und Pädagoge
- Friedrich Wilhelm von Schütz (1756–1834), Publizist
- Carl Friedrich von Schweizer (1749–1808), Bürgermeister von Wetzlar
- Johann Caspar Schweizer (1754–1811), Schweizer Kaufmann und Jakobiner
- Joseph Anton von Seeau (1713–1799), bayrischer Hofmusikintendant
- Heinrich Philipp Sextro (1746–1838), Theologe
- Johann Christian Siebenkees (1753–1841), Dichterjurist
- Georg Heinrich Sieveking (1751–1799), Kaufmann und Aufklärer
- Johann Friedrich Simon (1747–1829), Französischlehrer, Drucker und Politiker
- Basilius Sinner (1745–1827), Benediktiner und Erfinder
- Johann Jakob Friedrich Sinnhold (1739–1805), Altphilologe, Philosoph, Hochschullehrer und Freimaurer
- Franz Wilhelm von Spiegel (1752–1815), westfälischer Adeliger und Beamter
- Johann Spieker (1756–1825), Pfarrer und reformierter Theologe
- Ludwig Timotheus Spittler (1752–1810), Historiker
- Anton Matthias Sprickmann (1749–1833), deutscher Schriftsteller und Jurist
- Volrath Friedrich Carl Ludwig zu Solms-Rödelheim und Assenheim, Reichsgraf
- Friedrich Lothar von Stadion (1761–1811), Domherr und Diplomat
- Johann Philipp von Stadion (1763–1824), österreichischer Staatsmann
- Joseph Franz Xaver von Starhemberg (1724–1774), Generalfeldwachtmeister, Mitglied der Familie Starhemberg
- Heinrich Friedrich von Storch (1766–1835), deutsch-russischer Ökonom
- Maximilian Stoll (1742–1787), deutsch-österreichischer Arzt und Hochschullehrer
- Johann Baptist Strobl (1748–1805), Publizist und Verleger
- Andreas Stütz (1747–1806), österreichischer Mineraloge und Geologe
- Heinrich David Stüve (1757–1813), Jurist und Bürgermeister von Osnabrück
- Martin Ernst von Styx (1759–1829), deutsch-baltischer Mediziner und Hochschullehrer
- Lorenz Johann Daniel Suckow (1722–1801), Naturforscher und Mathematiker
- Johann Anton Sulzer (1752–1828), Theologe
- Gottfried van Swieten (1733–1803), niederländischer Diplomat, Librettist und Musikmäzen

### T
- Donato Tommasi (1761–1831), italienischer Politiker, Ministerpräsident Königreich beider Sizilien
- Anton Clemens von Toerring-Seefeld (1725–1812), bayerischer Adeliger und Obersthofmeister
- Ernst Christian Trapp (1745–1818), Pädagoge
- Friedrich Wilhelm Heinrich von Trebra (1740–1819), sächsischer Oberberghauptmann
- Johann Nepomuk von Triva (1755–1827), bayerischer General und Kriegsminister
- Johann von Türckheim (1749–1824), Diplomat und Genealoge

### U
- Karel Rafael Ungar (1743–1807), Priester, Historiker und Gelehrter
- Joseph von Utzschneider (1763–1840), Staatsbeamter, Politiker, Fabrikant und Unternehmer, Bürgermeister von München

### V
- Joseph Anton Vahlkampf (1761–1823), Jurist
- Paul Joachim Siegmund Vogel (1753–1834), protestantischer Theologe
- Christian Gottlob von Voigt (1743–1819), Dichter und Minister in Sachsen-Weimar-Eisenach
- Johann Ludwig Völkel (1762–1829), klassischer Archäologe, Bibliothekar und Archivar

### W
- Karl Eberhard von Wächter (1746–1825), Jurist, württembergischer Beamter und Innenminister
- Philipp Franz Wilderich Nepomuk von Walderdorf (1739–1810), Fürstbischof von Speyer
- Heinrich Joseph Watteroth (1757–1819), deutsch-österreichischer Rechtswissenschaftler und Hochschullehrer
- Georg von Wedekind (1761–1831), Arzt und Revolutionär
- Adam Weishaupt (1748–1830), deutscher Autor, Hochschullehrer und Philosoph, Gründer des Illuminatenordens
- Friedrich Wilhelm Weiss (1744–1826), Mediziner und Botaniker
- Johann Adam Weiß (1751–1804), Reichsstädtischer Bürgermeister von Speyer
- Joseph Maria Weissegger von Weißeneck (1755–1817), österreichischer Schriftsteller, Historiker, Jurist, Philosoph und Übersetzer
- Friedrich Alexander von Wenckstern (1755–1790), Jurist und Diplomat
- Benedikt Maria von Werkmeister (1745–1823), römisch-katholischer Theologe und Kirchenreformer der Aufklärung
- Friedrich August Clemens Werthes (1748–1817), Schriftsteller
- Lorenz von Westenrieder (1748–1829), Historiker und Schriftsteller
- Alexander von Westerholt (1765–1827), bayrischer Staatsmann
- Arnold Wienholt (1749–1804), Arzt
- Johann Josef von Wilczek (1738–1819), österreichischer Diplomat
- Johann Jakob Willemer (1760–1838), Frankfurter Bankier und Autor
- Philipp Ludwig Wittwer (1752–1792), Mediziner
- Georg Hartmann von Witzleben (1766–1841), preußischer Beamter
- Franz Xaver Woschitka (1744–1797), österreichischer Komponist, Cellist, Violinist und Musikpädagoge
- Johann Nepomuk von Wolf (1743–1829), Bischof von Regensburg

### Y
- Ernst Carl Ludwig Ysenburg von Buri (1747–1806), Autor

### Z
- Andreas Dominikus Zaupser (1746–1795), Jurist, Schriftsteller und Aufklärer
- Franz von Zeiller (1751–1828), österreichischer Jurist und Rektor der Universität Wien
- Georg Friedrich von Zentner (1752–1835), bayerischer Staatsminister
- Franz Xaver von Zwackh (1756–1843), bayrischer Beamter
- Christian Jacob von Zwierlein (1737–1793), deutscher Jurist am Reichskammergericht

## Quelle
- Mitgliederliste in der Gotha Illuminati Research Base der Universität Erfurt
- Mitglieder des Illuminatenordens Freimaurer-Wiki